# Erigorgus nigritus
Erigorgus nigritus là một loài tò vò trong họ Ichneumonidae.